# James Watson Cronin
James Watson Cronin (n. 29 septembrie 1931, Chicago, Illinois, SUA – d. 25 august 2016, Saint Paul, Minnesota, SUA) a fost un fizician american, laureat al Premiului Nobel pentru Fizică, în 1980, împreună cu Val Fitch, pentru descoperirea violărilor principiilor fundamentale de simetrie la dezintegrarea mezonilor K neutri.